# El Manguito, Cacahoatán
El Manguito är en ort i Mexiko.   Den ligger i kommunen Cacahoatán och delstaten Chiapas, i den sydöstra delen av landet, 900 km sydost om huvudstaden Mexico City. El Manguito ligger 486 meter över havet och antalet invånare är 151.
Terrängen runt El Manguito är huvudsakligen kuperad, men åt nordost är den bergig. Runt El Manguito är det tätbefolkat, med 397 invånare per kvadratkilometer. Närmaste större samhälle är Tapachula, 14,9 km söder om El Manguito. I omgivningarna runt El Manguito växer huvudsakligen savannskog.